# ألكسيس أسبرتسا
ألكسيس أسبرتسا (بالإسبانية: Alexis Esparza)‏ هو لاعب كرة قدم أرجنتيني، ولد في 20 يونيو 1993 في كيبوليتي في الأرجنتين. لعب مع Club Cipolletti ‏.

## وصلات خارجية
- ألكسيس أسبرتسا على موقع Soccerway.com (الإنجليزية)
- ألكسيس أسبرتسا على موقع عالم كرة القدم.نت (الإنجليزية)